# Marley Shelton
Marley Eve Shelton (Los Angeles, 12 april 1974) is een Amerikaans actrice. 

Marley is de dochter van Christopher Shelton en Carol Stromme. Ze werd opgevoed in Eagle Rock en zat op de Eagle Rock High School. Hier was ze cheerleader en koningin van het eindbal. 

Daarna begon ze in televisiefilms te spelen en bouwde langzaam een carrière op. Shelton speelde van 2008 tot en met 2009 met Rufus Sewell in de Amerikaanse serie Eleventh hour.

## Filmografie (Selectie)
- 2022: Scream
- 2018: Rise (televisieserie)
- 2011: Scream 4
- 2009: A Perfect Getaway
- 2008-09: Eleventh Hour (televisieserie)
- 2007: Grindhouse - Planet Terror
- 2006: American Dreamz
- 2005: Sin City
- 2003: Grand Theft Parsons
- 2003: Uptown Girls
- 2001: Bubble Boy
- 2001: Sugar and Spice
- 2001: Valentine
- 1999: Never Been Kissed
- 1999: The Bachelor
- 1998: Pleasantville
- 1997: Trojan War
- 1995: Nixon
- 1993: The Sandlot
- 1991: Grand Canyon